# Patos (laguna)
Patos Laguna (izv. Lagoa dos patos; šp. Laguna de los Patos), najveća laguna na području Brazila i druga po redu u Južnoj Americi. Nalazi se uz atlantsku obalu južnog Brazila na području države Rio Grande do Sul. Dužina joj iznosi oko 280 kilometara (oko 170 milja), a maksimalno je široka 70 kilometara, i s površinom od 9 850 km². 
Ime je dobila po Patos Indijancima, koji su tamo živjeli u vrijeme dolaska prvih Europljana.